# Grimstad
Grimstad je město a obec v Norsku. Leží v kraji Agder na pobřeží průlivu Skagerrak 278 kilometrů jihozápadně od Osla. Žije v něm 22 500 obyvatel.
První písemná zmínka pochází z roku 1528, povýšen na město byl Grimstad v roce 1816, roku 1837 se stal sídlem obecní správy a v roce 1971 k němu byly připojeny vesnice Fjære a Landvik. Město je známé díky muzeu, které připomíná pobyt spisovatele Henrika Ibsena v letech 1843 až 1850. Obyvatelé pracují převážně jako rybáři nebo v loděnicích, město je také jedním ze sídel Agderské univerzity.
Konalo se zde mistrovství světa v orientačním běhu 1997. Tým ženského fotbalu Amazon Grimstad FK hraje norskou nejvyšší soutěž. Místním rodákem je cyklista Thor Hushovd.
Na území obce Grimstad leží jezero Syndle.